# Güterhof (Schaffhausen)

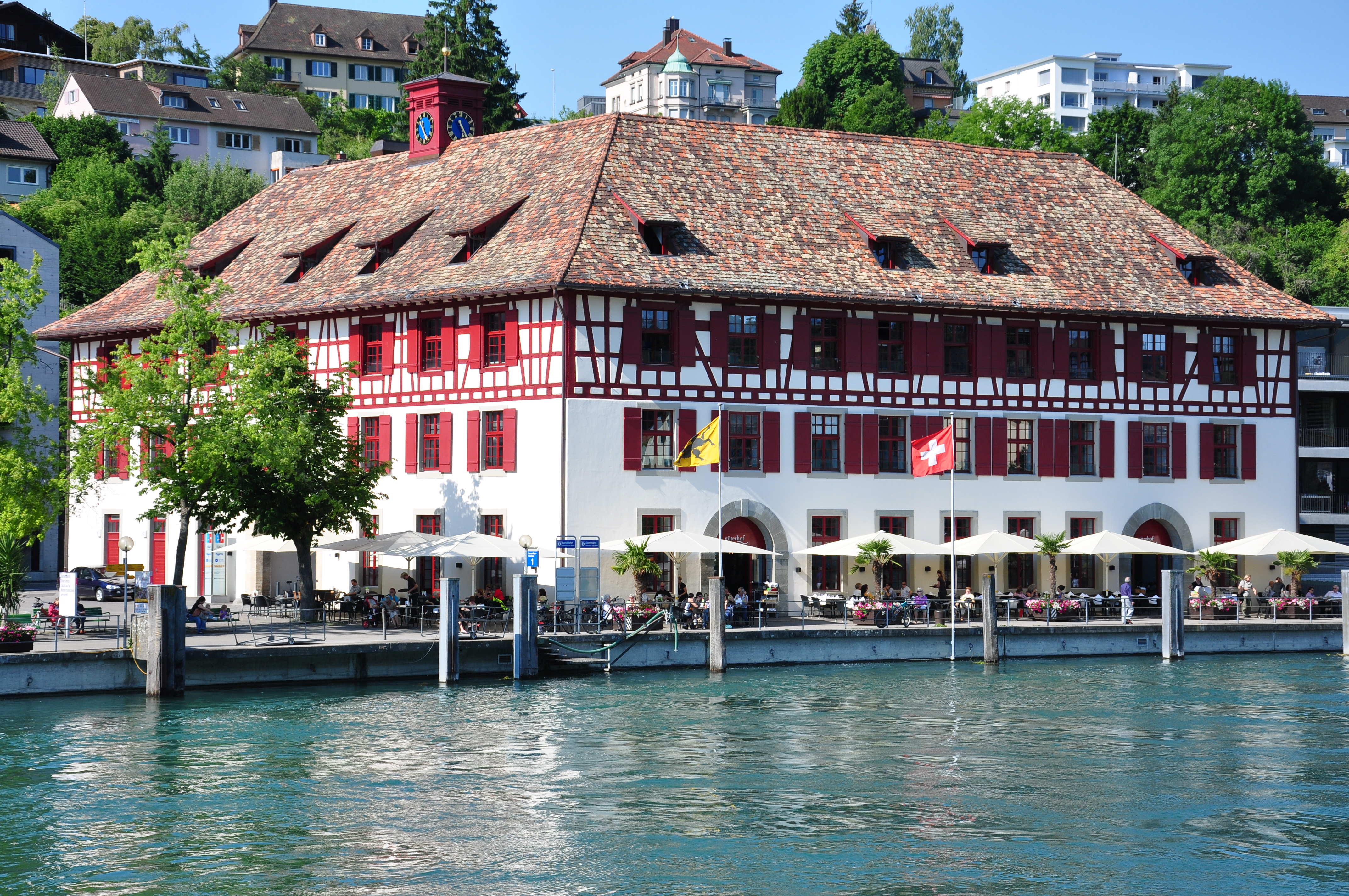
Der Güterhof in Schaffhausen nach der Renovation

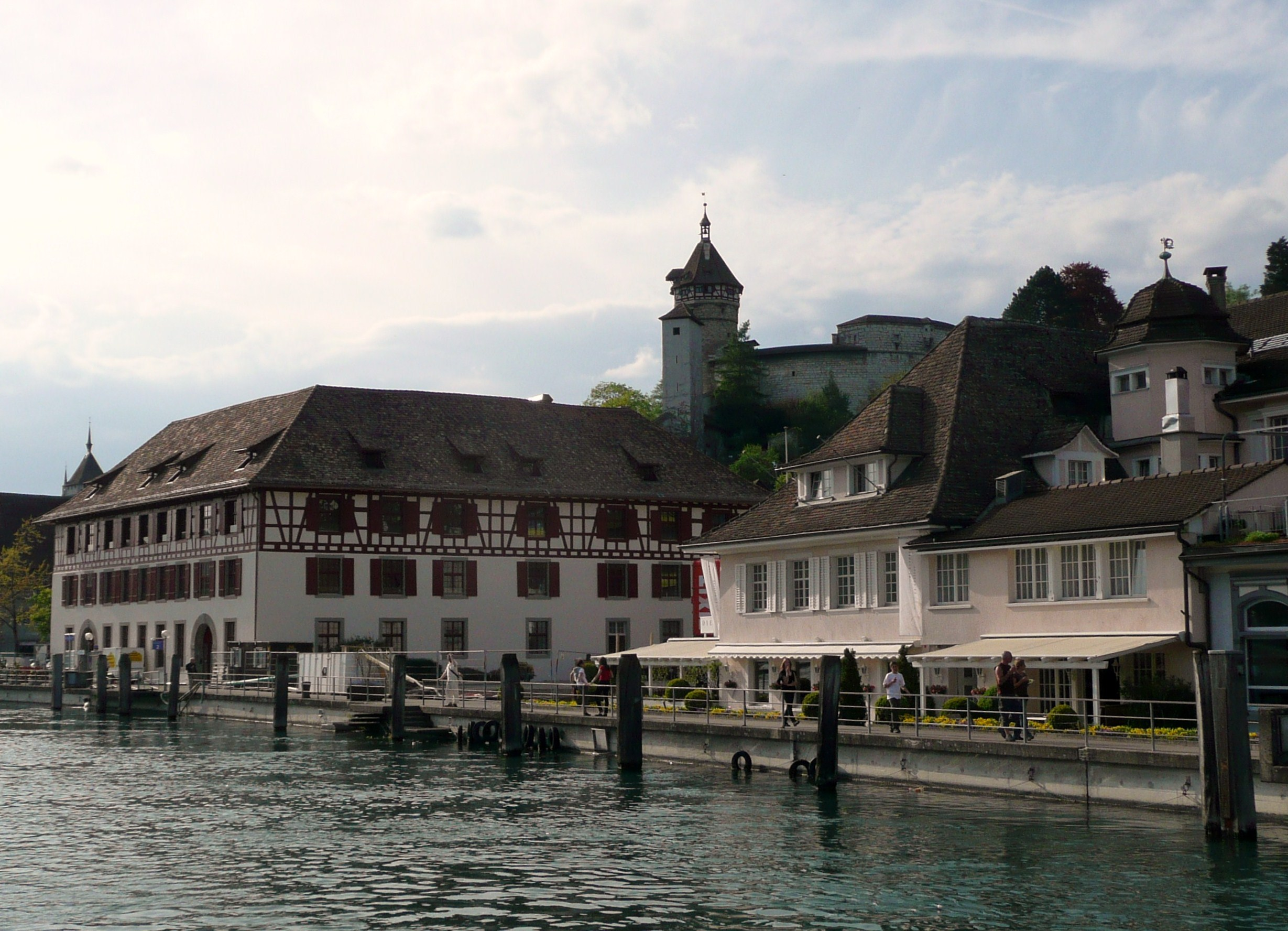
Der Güterhof in Schaffhausen kurz vor Vollendung der Renovationsarbeiten im Mai 2008; rechts davon das Speiserestaurant Fischerzunft, im Hintergrund die Festung Munot

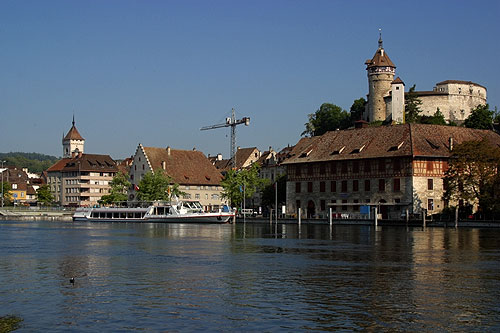
Der Güterhof vor der Sanierung

Der 1787 erbaute Güterhof liegt am Freien Platz, direkt an der Schifflände von Schaffhausen, Schweiz. Das Gebäude wurde ursprünglich als Lagerhaus für Salz, das auf dem Rhein transportiert wurde, errichtet. Mehrere Jahrzehnte wurde das stattliche Gebäude kaum noch genutzt. Seit der Totalrenovation in den Jahren 2007/2008 zeigt es sich in neuem Glanz. Im Erdgeschoss befindet sich ein Restaurant mit Terrasse zum Rhein hin. In den drei Obergeschossen wurden Büroräume eingebaut. Der Güterhof ist auf fast jeder klassischen Postkartenansicht von Schaffhausen mit Munot, Schweizerhof, Rhein und Schifflände zu sehen.

## Vor dem Bau des Güterhofes
Die Stadt Schaffhausen profitierte seit ihrer Gründung im 11. Jahrhundert von der Tatsache, dass alle Güter, die auf dem Rhein vom Bodensee nach Basel oder umgekehrt transportiert wurden, wegen der nicht befahrbaren Stromschnellen und des Rheinfalles auf Wagen umgeladen werden mussten. Lange Zeit standen auf dem jetzigen freien Platz das Paradieserhaus, ein Verwaltungs- und Lagerhaus des Klarissenklosters Paradies sowie der Wasserhof. Dieses Lagerhaus war direkt an den Rhein gebaut. Dort, wo heute der Güterhof steht, befand sich ein Befestigungsgraben und die Stadtmauer, die vom alten Schwarztor zum Backofen, einem runden Bollwerk am Rheinufer führte.

## Bau- und Umbauten des Güterhofes
Der Bau des Güterhofs 1787 war ein Meilenstein für Schaffhausen. Zum ersten Mal wurde die nicht mehr benötigte alte Stadtmauer geschleift, der Graben aufgefüllt und mit dem Güterhof neu überbaut. Der Grundriss wurde im damaligen Zeitgeist in Trapezform mit kleinem Innenhof gewählt. Ausserdem wurde, im Gegensatz zu den umliegenden Gebäuden, kein nachgotisches Steildach, sondern ein flaches Satteldach gebaut. Die grosszügige Befensterung in regelmässigen Achsen weist auf die spätbarocke Entstehungszeit hin. Auf seiner Südseite stand der Güterhof ursprünglich direkt am Rhein. Die Lastkähne konnten direkt ins Erdgeschoss be- und entladen werden. Die Schifflände in der heutigen Form wurde erst in den 1960er Jahren anlässlich des Kraftwerk- und Rheinbrückenbaus erstellt. 
Der Güterhof wurde nach 1848 vom Lagerhaus in ein Warenhaus umgebaut. Ein feines Vordach wurde Richtung Freier Platz angebaut. Es ermöglichte ein geschütztes Umladen von Waren. Im Jahre 1849 wurde ein Dachreiterchen mit Uhrwerk der Firma Mäder aus Andelfingen aufgesetzt. Die Glocke, die aus dem abgebrochenen Inneren Rheintor stammte, schlug die Stunde. 1842 beschlossen die Schaffhauser, ihrer Stadt mehr Luft zu verschaffen. Der Landeplatz am Rhein wurde neu gestaltet. Zwischen Güterhof und dem älteren Schweizerhof, ebenfalls ein altes Lagergebäude, wurde ein Freiplatz geschaffen. Der neue Platz wurde sinnigerweise Freier Platz genannt. 1857 erreichte mit der Rheinfallbahn die erste Eisenbahnlinie Schaffhausen. Der Warentransport auf dem Rhein und somit auch der Güterhof verloren rasch an Bedeutung. 
Der nächste grössere Umbau erfolgte 1936. Der damalige kantonsbaumeister Emil Gürtler liess im Heimatstil die Kalkquader und das Fachwerk freilegen. Da viele Fensterscheiben fehlten, wurden die Fensterläden geschlossen. Dies verlieh dem Güterhof bis zum Totalumbau 2007/2008 eine abweisende und unfreundliche Erscheinung.

## Renovation und Neunutzung 2007/2008
Nachdem in den 1990er Jahren ein Projekt zur Umnutzung des Güterhofs in ein Hotel aus finanziellen und juristischen Gründen gescheitert war, unternahm die Einwohnergemeinde Schaffhausen als Eigentümerin einen neuen Versuch, den Güterhof in eine sinnvolle Nutzung zu überführen. Der Stadtrat schrieb 2006 den Güterhof zur Übernahme im Baurecht aus. Die Kornhaus Liegenschaften Schaffhausen AG erhielt den Zuschlag. Diese Firma restaurierte bereits erfolgreich das altehrwürdige und ebenfalls vernachlässigte ‚‘Kornhaus‘‘ auf dem Herrenacker in Schaffhausen. Das Gebäude wurde teilweise unterkellert, in den weiten Hallen des Erdgeschosses wurde ein Restaurant eingerichtet. Über zwei neue Treppenhäuser wurden die Obergeschosse erschlossen. In den beiden Obergeschossen und dem Dachstock mit den zahlreichen französischen Balkonen wurden Büros eingebaut. Die historische Substanz wurde nach Möglichkeit weitgehend geschont. Auch die Uhr auf dem Dachreiterchen wurde restauriert. Die Glocke schlägt heute wieder die Stunde.

## Fassade
Auf alten Ansichten ist zu erkennen, dass die Fassade der beiden unteren Geschosse ursprünglich mural, am obersten Geschoss als Fachwerk in Erscheinung trat. Die Fenster hatten bereits Fensterläden. Bei der Renovation stellte sich die Frage, ob die Fassade wieder verputzt werden sollte. Da die Kalksteine unregelmässig behauen und aufgeraut waren, fiel die Entscheidung für das Anbringen eines Verputzes leicht.